# Tony Brooks
Pour les articles homonymes, voir Brooks et Tony Brooks (homonymie).
Tony Brooks, né le 25 février 1932 à Dukinfield (Cheshire) et mort le 3 mai 2022, est un pilote automobile britannique de Formule 1 qui dispute le championnat du monde entre 1956 et 1961.

## Carrière
Vainqueur de 6 Grands Prix sur 38 disputés, Tony Brooks réalise sa meilleure saison en 1959 lorsqu'il termine vice-champion du monde derrière Jack Brabham. Après une carrière bien remplie qui l'a vu piloter pour des marques modestes comme Connaught ou prestigieuses telles que Ferrari, Cooper et Vanwall, il prend sa retraite sportive en 1961 à 29 ans.
Il prend alors la suite de son père dans la gestion d'une concession automobile. À la mort de Stirling Moss le 12 avril 2020, il devient à 88 ans et 1 mois le doyen des pilotes vainqueurs de Grand Prix.

## Résultats en championnat du monde de Formule 1
| Saison | Écurie                                            | Châssis                   | Moteur                | Pneus   | GP disputés | Victoires | Pole Positions | Records du tour | Points inscrits | Classement |
| ------ | ------------------------------------------------- | ------------------------- | --------------------- | ------- | ----------- | --------- | -------------- | --------------- | --------------- | ---------- |
| 1956   | Owen Racing Organisation                          | BRM P25                   | BRM l4                | Dunlop  | 1           | 0         | 0              | 0               | 0               | nc.        |
| 1957   | Vandervell Products Ltd                           | Vanwall VW5               | Vanwall l4            | Pirelli | 5           | 1         | 0              | 1               | 11              | 5e         |
| 1958   | Vandervell Products Ltd                           | Vanwall VW5               | Vanwall l4            | Dunlop  | 9           | 3         | 1              | 0               | 24              | 3e         |
| 1959   | Scuderia Ferrari Vandervell Products Ltd          | Ferrari D246 Vanwall VW59 | Ferrari V6 Vanwall l4 | Dunlop  | 8           | 2         | 2              | 1               | 27              | 2e         |
| 1960   | Yeoman Credit Racing Team Vandervell Products Ltd | Cooper T51 Vanwall VW11   | Climax l4 Vanwall l4  | Dunlop  | 7           | 0         | 0              | 0               | 7               | 11e        |
| 1961   | Owen Racing Organisation                          | BRM P48/57                | Climax l4             | Dunlop  | 8           | 0         | 0              | 1               | 6               | 10e        |

## Victoires en Formule 1

### Victoires en championnat du monde
| No | Année | Manche | Grand Prix      | Circuit                  | Écurie           | Voiture        | Résumé |
| -- | ----- | ------ | --------------- | ------------------------ | ---------------- | -------------- | ------ |
| 1  | 1957  | 05/08  | Grande-Bretagne | Aintree                  | Vanwall          | Vanwall VW4    | Résumé |
| 2  | 1958  | 05/11  | Belgique        | Spa-Francorchamps        | Vanwall          | Vanwall VW5    | Résumé |
| 3  | 1958  | 08/11  | Allemagne       | Nürburgring Nordschleife | Vanwall          | Vanwall VW4    | Résumé |
| 4  | 1958  | 10/11  | Italie          | Monza                    | Vanwall          | Vanwall VW5    | Résumé |
| 5  | 1959  | 04/09  | France          | Reims-Gueux              | Scuderia Ferrari | Ferrari 256 F1 | Résumé |
| 6  | 1959  | 06/09  | Allemagne       | Avus                     | Scuderia Ferrari | Ferrari 256 F1 | Résumé |

### Victoire hors championnat du monde
| Année | Grand Prix             | Circuit  | Écurie    | Voiture          |
| ----- | ---------------------- | -------- | --------- | ---------------- |
| 1955  | Grand Prix de Syracuse | Syracuse | Connaught | Connaught Type B |

## Résultats aux 24 heures du Mans
| Année | Équipe                   | Voiture               | Équipiers             | Résultat |
| ----- | ------------------------ | --------------------- | --------------------- | -------- |
| 1955  | Aston Martin Cars Ltd    | Aston Martin DB3S     | John Riseley-Prichard | Abandon  |
| 1956  | Aston Martin Cars Ltd    | Aston Martin DBR1/250 | Reg Parnell           | Abandon  |
| 1957  | David Brown              | Aston Martin DBR1     | Noël Cunningham-Reid  | Abandon  |
| 1958  | David Brown Racing Dept. | Aston Martin DBR1     | Maurice Trintignant   | Abandon  |

## Victoires internationales en Tourisme
(et podiums notables)
- Grand Prix de Spa 1957, sur Aston Martin DBR1 3L. I6 ;
- 1 000 kilomètres du Nürburgring en 1957, avec Noël Cunningham-Reid sur DBR1 ;
- Grand Prix du R.A.C.B. (ou « Grand Prix des Ancêtres » de Spa) en 1957, sur DBR1 ;
- RAC Tourist Trophy en 1958, avec Stirling Moss sur DBR2 ;
  - 2e du British Empire Trophy en 1958, sur DBR1 ;
  - 3e des 1 000 kilomètres du Nürburgring en 1959, avec Jean Behra sur Ferrari 250 TR ;
  - 3e du British Empire Trophy en 1959, avec Olivier Gendebien, Phil Hill et Cliff Allison, sur Ferrari 250 TR.